# Rückwärtslaufen kann ich auch
Das Drama Rückwärtslaufen kann ich auch ist ein DDR-Kinderfilm vom Regisseur Karl-Heinz Lotz aus dem Jahr 1990.
In dem Film geht es um die Integration von Menschen mit Behinderungen.

## Handlung
Die sechsjährige Kati hat eine leichte körperliche und geistige Behinderung. Ein ärztliches Gutachten bescheinigt ihre Leistungen allerdings als angemessen für den Besuch einer Regelschule.
Kati freut sich auf den Besuch in einer „normalen“ Schule. Sie ist langsamer als die anderen Kinder, übt dafür aber fleißig, um im Unterricht mitzukommen. Sie hat es auch nicht leicht, weil einige Mitschüler sie wegen ihrer Behinderung hänseln. Trotzdem findet sie auch viele Freunde. Aber nicht nur einige Mitschüler sind ihr gegenüber kritisch, sondern auch die Lehrer. Und statt sie zu unterstützen, kritisieren sie nur die Langsamkeit von Kati.
Daher sehen sich die Eltern von Kati auch nach Sonderschulen für Kinder mit Behinderungen um. Da die Schule weiter weg liegt, müsste Kati in ein Internat. Über die Schule bekommen sie auch Kontakt zu einem ehemaligen Schüler der Sonderschule. Nach der Schule hat dieser keine Arbeit gefunden und lebt in einem Altersheim. Er benötigt etwas Hilfe im Alltag und findet diese nur im Altersheim. Kati befreundet sich mit dem jungen Mann. Sie lernt aber auch durch die Reaktionen der Umwelt, wie Menschen mit Behinderungen abgeschoben werden.
Obwohl ihre Leistungen in der Schule mittelmäßig gut sind, wollen die Lehrer Kati loswerden. Und nach einer Unterredung mit dem Direktor der Schule geben die Eltern schließlich auf. Und so muss Kati im nächsten Schuljahr in die Sonderschule.

## Besonderheiten
Der Film beruht auf wahren Begebenheiten aus dem Leben der Tochter Ulrike des Drehbuchautors Manfred Wolter. Nur das tragische Ende des Films ist frei erfunden. Ulrike und Manfred Wolter treten in einer kurzen Szene des Films auf. Die Eltern von Kati besuchen eine Familie, bei der die Integration eines Kindes mit Behinderung in eine Regelschule funktioniert hat. Die Tochter (Ulrike Wolter) spricht dabei direkt in die Kamera und bedankt sich bei ihren Lehrern für ihre Hilfestellung in der Schule.